# جواب زنبق الماء
جوّاب زنبق الماء أو اليقنة المُغبَّبة (الاسم العلمي: Jacana jacana)،طائر من الخواضات التي تستوطن غرب بنما وترينيداد جنوبًا عبر معظم أمريكا الجنوبية شرق جبال الأنديز. وتتميز طيور جواب الزنبق الماء بقيام الذكر بالعناية بالفراخ بدل الأنثى.

## معرض صور

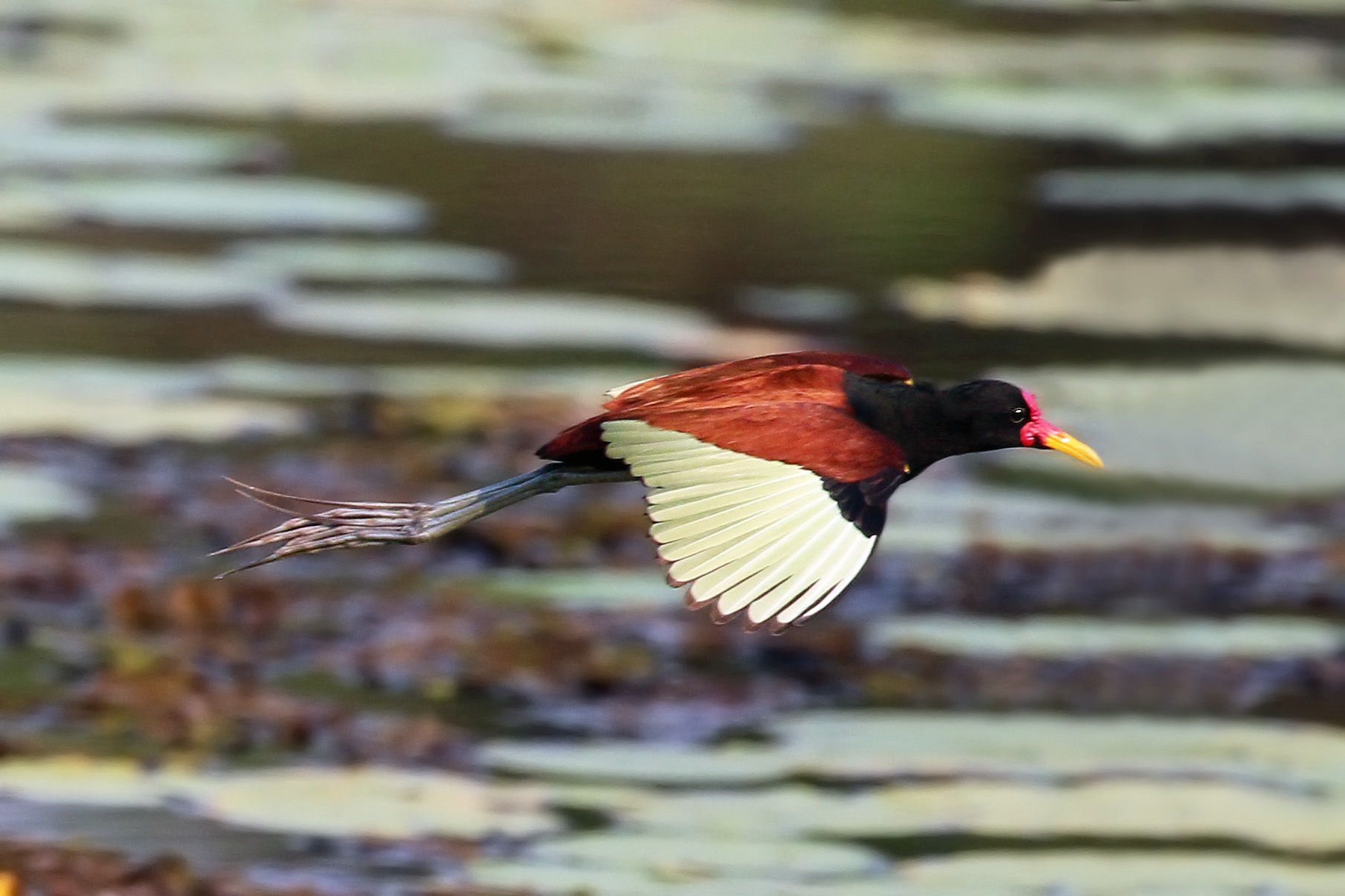
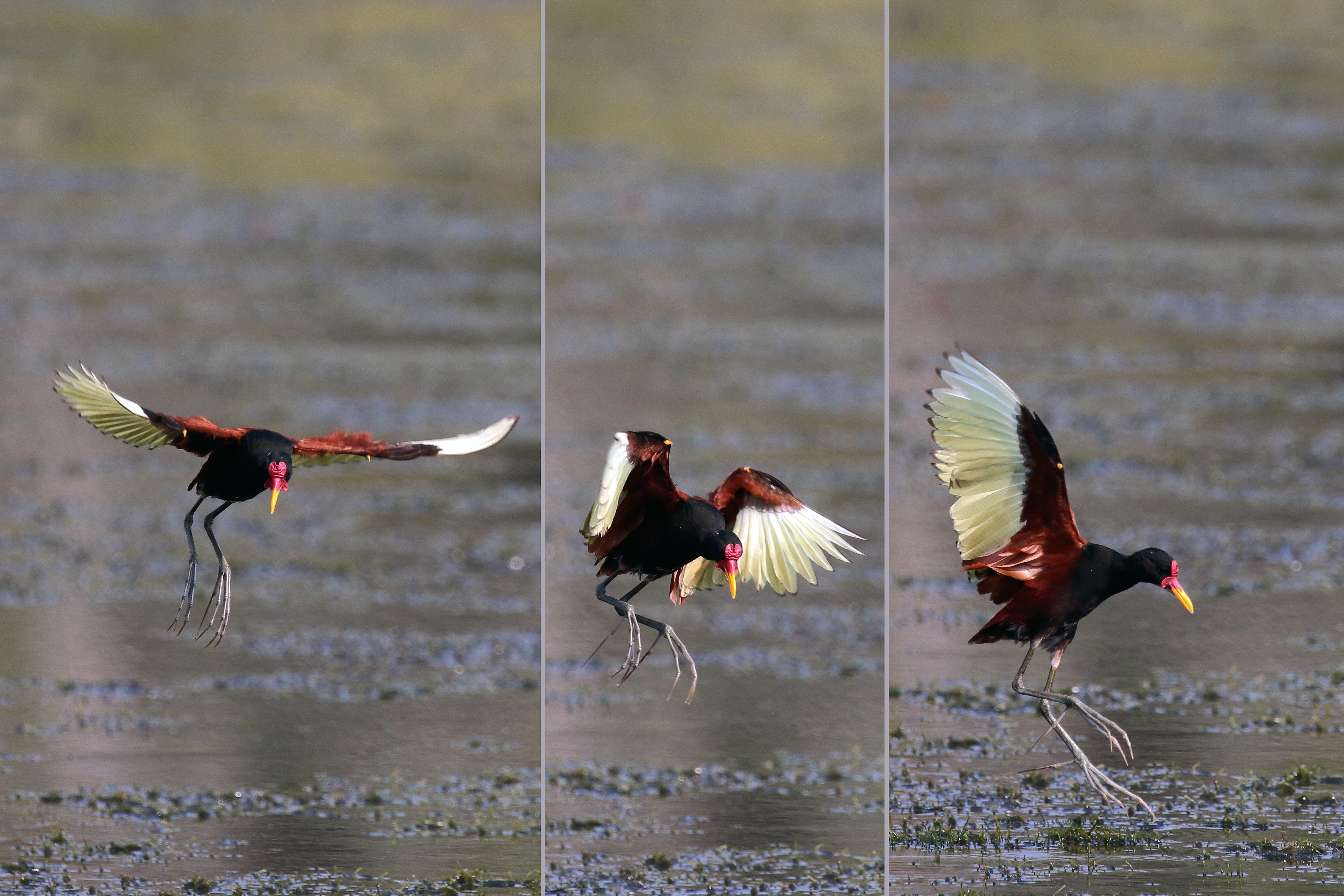
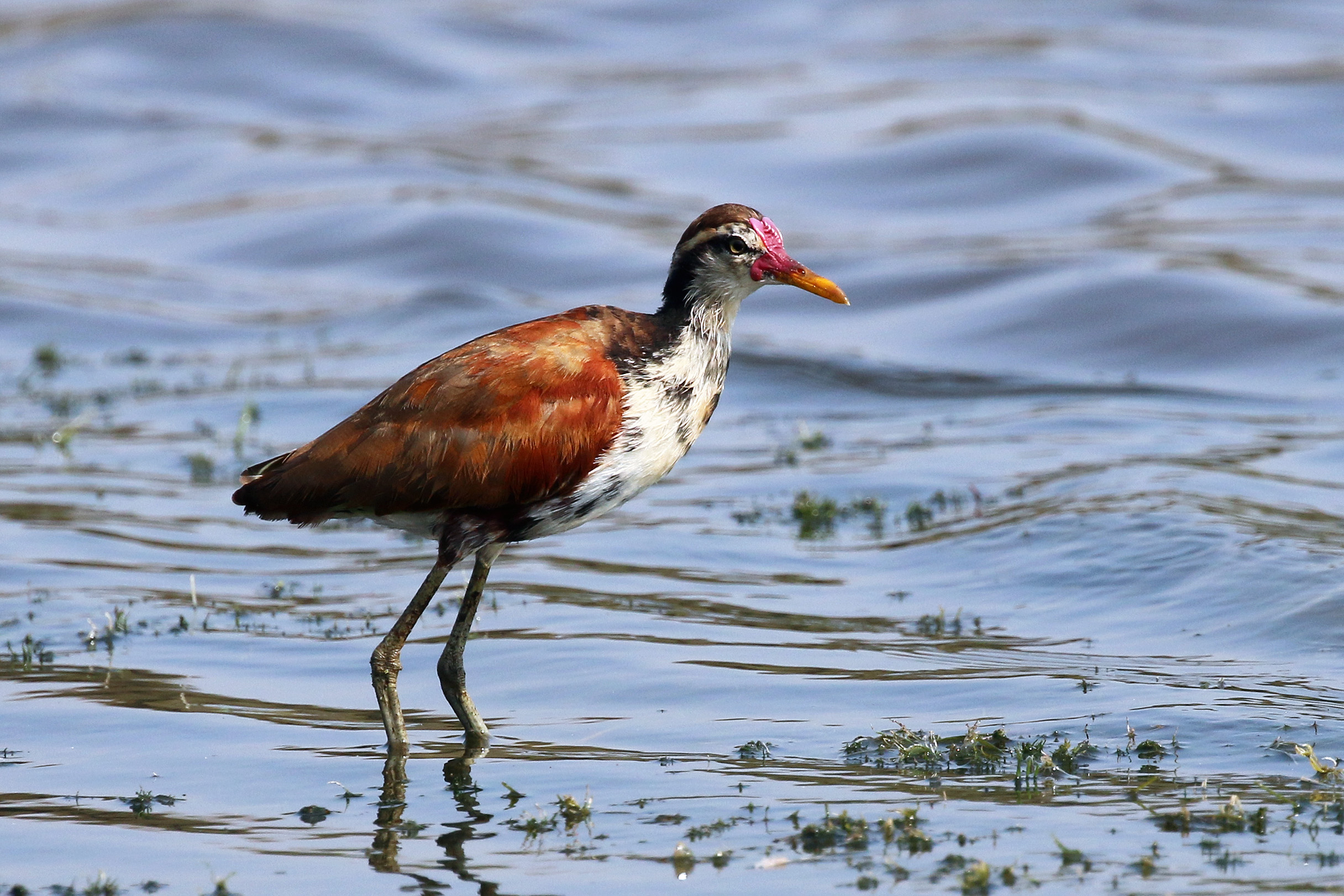